# كارابينيري (فلم)
كارابينيري (بالفرنسية: Les Carabiniers) فيلم دراما وكوميديا وحرب فرنسي للمخرج جان لوك جودار لعام 1963. الفيلم مأخوذ من مسرحية للكاتب بنيامينو جوبولو، كتبها للسينما المخرج جودار. الفيلم من بطولة باتريس موليت، ومارينو ماسي، وجينيفيف جاليا، ويروي قصة خيالية تحدث خلال إحدى الحروب، حيث يقوم الجنود عديمي الضمير بتجنيد المزارعين الفقراء بوعود بحياة سهلة وسعيدة.

## طاقم التمثيل
- مارينو ماسي: في دور أوليسيس.
- باتريس موليت: في دور مايكل أنجلو.
- جينيفيف جاليا: في دور فينوس.
- كاثرين ريبيرو: في دور كليوباتري.
- جان براسات: في دور جندي رقم 2.
- جيرارد بوارو: في دور جندي رقم 1.
- ألفارو غيري: في دور جندي رقم 3.
- باربي شرودر: في دور بائع سيارات.
- باسكال أودريت: في دور فتاة في السيارة.
- جان لويس كومولي: في دور جندي مع السمك.
- أوديل جوفروي: في دور فتاة شيوعية شابة.[2]

## ملخص أحداث الفيلم
يقوم جنديين، خلال الحرب، بإغراء الأخوين الفقير والجاهل أوليسيس وميشيل أنج وتجنيدهم للحرب، ويعدوهم بالثروة باسم ملكهما. تطلب الزوجة الجشعة لأوليسيس كليوباتري وابنتها فينوس تجنيدهم للسعي وراء الثروة. يسافرون إلى إيطاليا ويصبحون مجرمي حرب وبلا ضمير. يصاب أوليسيس في إحدى عينيه، ويعود إلى الديار ومعه ميشيل أنجي وحقيبة صغيرة مليئة بالبطاقات البريدية للمواقع الشهيرة، بعد ان وعدوهم بأنهم سيحصلون على الممتلكات في نهاية الحرب، ومع ذلك، عندما يوقع الملك على معاهدة السلام مع عدوهم، يجدوا أن الاتفاقية كانت في الواقع استسلامًا وعليهم عقوبات يجب دفعها مقابل أفعالهم.

## استقبال الفيلم
كتبت الناقدة بولين كايل عن الفيلم في مجلة هاربرز عام 1969 قائلة: «من الجحيم مشاهدة الساعة الأولى... من المثير التفكير بعد ذلك لأن تسلسله جيد، تسلسل اللقطات الطويلة للبطاقات البريدية قرب النهاية، هو مدهش للغاية وطول ببراعة. كانت الصورة تزحف وتتعثر ثم تتسلق سلكًا عاليًا وتمشي عليه وتستمر في السير فيه حتى نشعر بالدوار تقريبًا من الإعجاب. نادراً ما يمتد الحبل المشدود بقوة عالياً ليصبح بهذا الارتفاع في الأفلام».
أشارت المؤلفة والناقدة الشهير سوزان سونتاغ إلى الفيلم في مجموعة مقالاتها لعام 1977 عن التصوير الفوتوغرافي. فيما يتعلق بـ «الفلاحين البطيئين» العائدين إلى المنزل حاملين بطاقات بريدية من كنوز العالم بدلاً من الكنز الملموس، أشارت سونتاغ إلى أن «مزحة جودار تحاكي بشكل واضح السحر المبهم للصورة الفوتوغرافية».
منح موقع الطماطم الفاسدة الفيلم تقييم مقداره 79% بناء على آراء 14 ناقد سينمائي.
كتب الناقد السينمائي الشهير روجر إيبرت: «اختار جودار موضوعاً يمارس عليه أسلوبه، والنتيجة هي أحد أكثر أفلامه نجاحًا، وبالمناسبة، من السهل فهمه والاستمتاع به من أعماله اللاحقة».
كتبت إيزابيل كويجلي في مجلة وموقع «السبيكتيتور The Spectator»: «فيلم الحرب لإنهاء أفلام الحرب!، النكتة السيئة التي تصيبنا بالمرض بالفعل».
كتب فرناندو ف.كروس على موقع «ساين باشون CinePassion»: «انه كتاب جودار الصارم المضاد للحرب».

## وصلات خارجية
- كارابينيري (فيلم)
- كارابينيري (فيلم)
- كارابينيري (فيلم)